# Recording the Universe
Il Recording the Universe è un progetto di album dal vivo della band elettronica inglese dei Depeche Mode. Esattamente come per il Recording the Angel, la compagnia Live Here Now registra alcune date del Tour of the Universe al fine di ricavarne degli album dal vivo. I medesimi sono acquistabili tramite il sito ufficiale della band.

## Date registrate
- 10/05/2009 - Ramat Gan, Israele - Itztadion Ramat Gan
- 08/06/2009 - Lipsia, Germania - Zentralstadion
- 10/06/2009 - Berlino, Germania - Olympiastadion
- 12/06/2009 - Francoforte, Germania - Commerzbank-Arena
- 13/06/2009 - Monaco di Baviera, Germania - Olympiastadion
- 16/06/2009 - Roma, Italia - Stadio Olimpico
- 18/06/2009 - Milano, Italia - Stadio Giuseppe Meazza
- 20/06/2009 - Werchter, Belgio - TW Classic Festival
- 22/06/2009 - Bratislava, Slovacchia - Štadión Pasienky
- 23/06/2009 - Budapest, Ungheria - Puskás Ferenc Stadion
- 25/06/2009 - Praga, Repubblica Ceca - Eden Aréna
- 27/06/2009 - Saint-Denis, Francia - Stade de France
- 28/06/2009 - Nancy, Francia - Zènith
- 30/06/2009 - Copenaghen, Danimarca - Parken
- 01/07/2009 - Amburgo, Germania - HSH Nordbank Arena
- 03/07/2009 - Arvika, Svezia - Arvika Festival
- 06/07/2009 - Carcassonne, Francia - Esplanade Gambetta
- 08/07/2009 - Valladolid, Spagna - Estadio Josè Zorrilla
- 09/07/2009 - Bilbao, Spagna - BBK Live
- 24/07/2009 - Toronto, Canada - Molson Amphitheater
- 25/07/2009 - Montréal, Canada - Centre Bell
- 28/07/2009 - Bristow, Stati Uniti - Nissan Pavilion
- 31/07/2009 - Mansfield,  Stati Uniti - Comcast Center
- 01/08/2009 - Atlantic City, Stati Uniti - Borgata Event Center
- 10/08/2009 - Seattle, Stati Uniti - KeyArena
- 19/08/2009 - Anaheim, Stati Uniti - Honda Center
- 22/08/2009 - Las Vegas, Stati Uniti - Pearl Concert Theater
- 23/08/2009 - Phoenix, Stati Uniti - US Airways Center
- 25/08/2009 - Salt Lake City, Stati Uniti - E Center
- 27/08/2009 - Morrison, Stati Uniti - Red Rocks Amphitheater
- 29/08/2009 - Dallas, Stati Uniti - Superpages.com Center
- 30/08/2009 - The Woodlands, Stati Uniti - Cynthia Woods Mitchell Pavillion
- 01/09/2009 - Atlanta, Stati Uniti - Lakewood Amphitheater
- 04/09/2009 - Tampa, Stati Uniti - Ford Amphitheater
- 05/09/2009 - Sunrise, Stati Uniti - Bank Atlantic Center
- 01/10/2009 - Guadalajara, Messico - Arena VFG
- 03/10/2009 - Città del Messico, Messico - Foro Sol
- 04/10/2009 - Città del Messico, Messico - Foro Sol
- 06/10/2009 - Monterrey, Messico - Arena Monterrey
- 12/12/2009 - Glasgow, Regno Unito - Scottish Exhibition and Conference Centre
- 13/12/2009 - Birmingham, Regno Unito - LG Arena
- 15/12/2009 - Londra, Regno Unito - O2 Arena
- 16/12/2009 - Londra, Regno Unito - O2 Arena
- 18/12/2009 - Manchester, Regno Unito - Evening News Arena
- 17/02/2010 - Londra, Regno Unito - Royal Albert Hall
- 20/02/2010 - Londra, Regno Unito - O2 Arena
- 26/02/2010 - Düsseldorf, Germania - Esprit Arena
- 27/02/2010 - Düsseldorf, Germania - Esprit Arena

## Musicisti

### Depeche Mode
- Dave Gahan - voce
- Martin Gore - chitarra, sintetizzatori, cori, seconda voce (Never Let Me Down Again), voce (Jezebel, A Question of Lust, Home, Little Soul, Somebody, Shake the Disease, Judas, Insight, One Caress, Dressed in Black e Freelove)
- Andy Fletcher - sintetizzatori, cori

### Aggiuntivi
- Peter Gordeno - sintetizzatori, pianoforte (One Caress) (17 febbraio 2010), cori
- Christian Eigner - batteria, sintetizzatori (Waiting for the Night)

### Ospiti
- Alan Wilder - pianoforte (Somebody) (17/02/2010)